# Тартикофф, Лилли
Ли́лли Та́ртикофф (англ. Lilly Tartikoff), в девичестве — Сэ́мюэлс (англ. Samuels; 23 июня 1953, Лос-Анджелес, Калифорния, США) — американская активистка, и сборщик денежных средств для лечения рака молочной железы.

## Биография
Лилли Тартикофф, урождённая Сэмюэлс, родилась 23 июня 1953 года в Лос-Анджелесе (штат Калифорния, США) в семье Джека и Блумы Сэмюэлс, оба оставшиеся в живых жертвы Холокоста. Она посещала государственные школы во время взросления в Лос-Анджелесе и в возрасте 10-ти лет получила стипендию Фонда Форда на обучению балету в балетной школе им. Дэвида Личина и Ирины Космовской. В возрасте от 10 до 17 лет она танцевала с младшим балетом в Лос-Анджелесе. Когда ей было 17 лет, она была приглашена Джорджем Баланчиным для участия в Школе американского балета на стипендию Фонда Форда. В течение девяти лет в «New York City Ballet» под руководством Баланчина и Джерома Роббинса, она танцевала в России, Германии, Дании, Лондоне, Париже и Вашингтоне.

## Филантропия
В 1990 году, вместе с генеральным директором «Revlon» Рональдом О. Перельманом, она создала Revlon/UCLA Women's Cancer Research Program — фонд по сбору денежных средств на лечение раковых больных. Ежегодный сбор средств «Fire & Ice Ball» в Голливуде также был создан в 1990 году для сбора средств для её программы.
«Lifetime Television» и Рене Зеллвегер спродюсировали фильм «Living Proof», который показывает настоящую историю о том, как деятельность Тартикофф и Перельмана отразились на людях и науке. Фильм вышел в октябре 2008 года и был посвящен месячнику просвещения о раке молочной железы.

## Личная жизнь
В 1982—1997 годы Лилли была замужем за Брэндоном Тартикофф. У супругов родилось две дочери — Калла Лианн и Элизабет Джасти́н. В 1991 году, 9-летняя Калла получила серьёзную травму мозга в автокатастрофе. Она прошла интенсивный курс терапии, чтобы вновь суметь ходить и говорить, в то время как Брэндон проходил третий курс химиотерапии из-за Болезни Ходжкина. После длительной болезни, 48-летний Брэндон скончался 27 августа 1997 года.
С ноября 2009 года Лилли замужем во второй раз за Брюсом Карацом.

## Награды
- 1991 Glamour Woman of the Year Award
- 1992 Norma Zarky Humanitarian Women in Film Award
- 1999 Spirit of Achievement Award (National Women's Division of Albert Einstein College of Medicine)
- 2000 National Coalition for Cancer Survivorship 1st Annual Hope Award
- 2000 Glamour Woman of the Year Award
- 2001 Red Book's Mothers & Shakers Award
- 2001 The Golden Scalpel Award (Cedars Sinai Medical Center)
- 2002 Jefferson Awards National Recipient (S. Roger Horchow Award For Greatest Public Service by a Private Citizen)
- 2002 National Coalition for Cancer Survivorship
- 2003 Golden Mike Award by the Broadcaster's Foundation
- 2006 National Coalition for Cancer Survivorship Ray of Hope Award